# أدريان ألونسو بيريرا
أدريان ألونسو بيريرا (بالإسبانية: Adrián Alonso Pereira)‏ هو لاعب كرة الصالات ‏ إسباني، ولد في 26 يونيو 1988 في فيغو في إسبانيا.

## وصلات خارجية
- أدريان ألونسو بيريرا على موقع الاتحاد الأوربي (الإنجليزية)